# Lucas Waagmeester
Lucas Waagmeester (Alphen aan den Rijn, 1978) is een Nederlands journalist, per 1 maart 2023  werkzaam als adjunct-hoofdredacteur bij NOS Nieuws. 
Eerder was hij veertien jaar buitenlandcorrespondent voor de NOS, resp. in Zuid-Afrika. Zuid-Azië, Turkije en Verenigde Staten.
Waagmeester studeerde aan de School voor de Journalistiek in Utrecht. Sinds 2004 is hij werkzaam bij de NOS, aanvankelijk als redacteur buitenland in Hilversum. In 2009 vertrok hij als correspondent naar Zuid-Afrika. Van 2011 tot 2014 was hij correspondent in India, aanvankelijk met Mumbai en later New Delhi als standplaats en met Zuid-Azië als werkgebied.
In 2014 werd hij correspondent in Turkije, waar hij onder andere de staatsgreeppoging in 2016 tegen Erdogan en de "Turkije-deal" van eind 2016 over immigratie met de Europese Unie meemaakte.
Eind oktober 2019 maakte de NOS bekend dat Waagmeester medio 2020 zijn standplaats Istanboel verruilt voor Washington D.C. in de Verenigde Staten. Hij volgde daar Arjen van der Horst op.
Begin december 2022 maakte de NOS bekend dat Waagmeester het correspondentschap in Washington D.C. zou beëindigen en per 1 maart 2023 als adjunct-hoofdredacteur zou toetreden tot de NOS Nieuws redactie.
Hij is een zoon van de journalist Kees Waagmeester.

## Publicaties
- Op drift. De ontwrichting van Turkije (2020), De Arbeiderspers, Amsterdam.[3]